# Seznam dílů seriálu Čtyři z tanku a pes
Toto je seznam dílů seriálu Čtyři z tanku a pes. Polský válečný televizní seriál Čtyři z tanku a pes byl natočen v letech 1966 až 1970 podle stejnojmenné románové předlohy Janusze Przymanowského.

## Přehled řad
| Řada | Počet dílů               | Produkční společnost                              | Ateliér a laboratoř                                                             | Rok výroby               |
| Filmový a produkční štáb | Filmový a produkční štáb | Filmový a produkční štáb                          | Filmový a produkční štáb                                                        | Filmový a produkční štáb |
| --- | ------------------------ | ------------------------------------------------- | ------------------------------------------------------------------------------- | ------------------------ |
| 1 | 8                        | Filmové studio Syrena (Zespół filmowy Syrena)     | Výrobna hraných filmů ve Vratislavi (Wytwórnia filmów fabularnych we Wrocławiu) | 1966                     |
| Asistent režie: Henryk Kluba, Jerzy Karwowski; kamera: Romuald Kropat; asistent kamery: Henryk Depczyk, Adam Holender, Stefan Kurzyp; osvětlení: Józef Nasiadka; scénografie: Zdzisław Kielanowski, Wiesław Śniadecki; asistent scénografie: Jerzy Zieliński; vedoucí stavby: Jerzy Radziwoń; kostýmy: Janina Koźmińska; kostýmní asistent: Alicja Wasilewska; masky: Jadwiga Raińska; asistent masek: Maria Maziarz; hudba: Adam Walaciński; text písní: Agnieszka Osiecka, Wiktor Woroszylski; hudba písní: Wojciech Kilar; zpěv písně: E. Fetting; zvuk: Aleksander Gołębiowski; střih: Roman Kolski; asistent střihu: Krzysztof Osiecki; vojenský poradce: plukovník Mateusz Lach, major Władysław Chamielec; drezér vojenského psa Šarika: starší seržant občanských milicí L. Sosnowicz; vedoucí produkce: Jerzy Nitecki; asistent produkce: Wiesław Grzelczak, Zbigniew Tołłoczko, Zbigniew Stanek; vedoucí plánu: Donat Bilski; asistent plánu: Alicja Chmielewska |                          |                                                   |                                                                                 |                          |
| 2 | 8                        | Filmové studio Syrena (Zespół Filmowy Syrena)     | Výrobna hraných filmů v Lodži (Wytwórnia filmów fabularnych w Łodzi)            | 1968–1969                |
| Asistent režie: Andrzej Wróbel, Jerzy Karwowski, Włodzimierz Kamiński, Anna Hrynaszkiewicz; kamera: Romuald Kropat; asistent kamery: Henryk Depczyk, Jacek Malipan, Zdzisław Borowczyk, Aleksander Lewandowski; scénografie: Jarosław Świtoniak; asistent scénografie: Jerzy Zieliński, Albina Woźniak, Marian Wejman; kostýmy: Barbara Węgorek; kostýmní asistent: Renata Press; masky: Mirosław Jakubowski; asistent masek: Zdzisława Namysław; hudba: Adam Walaciński; text písní: Agnieszka Osiecka, Wiktor Woroszylski; hudba písní: Wojciech Kilar; zpěv písně: Edmund Fetting; hudební poradce: Anna Dolewska (13.–16. díl); zvuk: Leonard Księżak; asistent zvuku: Jerzy Szczeciński, Hieronim Langner; střih: Roman Kolski; asistent střihu: Kazimierz Libin; vojenský poradce: diplomovaný podplukovník Edward Jabłoniec, diplomovaný podplukovník Stanisław Przygórski; pohybový poradce: Waldemar Wilhelm; drezér vojenského psa Šarika: Franciszek Szydełko; vedoucí produkce: Jerzy Nitecki; asistent produkce: Wiesław Grzelczak, Zbigniew Tołłoczko, Donat Bilski, Ryszard Raniszewski, Zbigniew Stanek |                          |                                                   |                                                                                 |                          |
| 3 | 5                        | Filmové studio Nike Varšava (Zespół Filmowy Nike) | Výrobna hraných filmů v Lodži (Wytwórnia filmów fabularnych w Łodzi)            | 1970                     |
| Asistent režie: Andrzej Czekalski, Krystyna Krupska-Dyjowa, Joanna Krauze; kamera: Mikołaj Sprudin; asistent kamery: Franciszek Kądziołka, Jan Górski, Józef Letkier, Kazimierz Pawlak; scénografie: Wojciech Krysztofiak; asistent scénografie: Teresa Barska, Albina Woźniak, Albin Wejman; kostýmy: Danuta Polis; masky: Roman Kęsikowski; asistent masek: Zdzisława Namysław; pyrotechnické efekty: Piotr Skrzyszewski; hudba: Adam Walaciński; text písní: Agnieszka Osiecka, Janusz Przymanowski; zpěv písně: Edmund Fetting; zvuk: Leonard Księżak; asistent zvuku: Andrzej Hanzl, Józef Tomporek; střih: Roman Kolski; asistent střihu: Kazimierz Libin, Jarosław Ostanówko; vojenský poradce: diplomovaný plukovník Wacław Bąk, diplomovaný plukovník Jan Pluta, major Szczepan Kowalski; drezér vojenského psa Šarika: Franciszek Szydełko; vedoucí produkce: Zygmunt Król; asistent produkce: Wojciech Karmoliński, Zofia Hiwel, Danuta Iwanowska, Tomasz Miernowski, Andrzej Sołtysik |                          |                                                   |                                                                                 |                          |

## Díly

### První řada (1966)
| Díl č. | Původní název          | Český název                 | Režie          | Scénář                              | Délka (min.) | Polská premiéra |
| --- | ---------------------- | --------------------------- | -------------- | ----------------------------------- | ------------ | --------------- |
| 1 | Załoga                 | Posádka                     | Konrad Nałęcki | Janusz Przymanowski, Stanisław Wohl | 53           | 9. května 1966  |
| V dalších rolích: Małgorzata Wiśniewska-Niemirska, Zdzisław Karczewski, Janusz Kłosiński, Krzysztof Litwin, Józef Nalberczak, Witold Pyrkosz ad. Příběh začíná na Sibiři, kde je osiřelý Janek s lovcem. Když kanec zabije lovcovu fenu, dostane štěně Šarika. Setká se s gruzínským traktoristou Grigorijem a rozhodne se odejít do války k nově sestavované polské brigádě. Kvůli nízkému věku ho nechtějí do armády vzít, ale lstí se tam přece jen dostane. S hromotlukem Gustíkem nastoupí k tankistům 1. obrněné brigády „hrdinů od Westerplatte“, kde se i se Šarikem dostane do posádky tanku č. 102 velitele Olgierda Jarośe (v knize Vasil Semen) a znovu se v ní sejde i s Grigorijem. |                        |                             |                |                                     |              |                 |
| 2 | Radość i gorycz        | Radost a zklamání           | Konrad Nałęcki | Janusz Przymanowski, Stanisław Wohl | 53           |                 |
| V dalších rolích: Anna Lutosławska, Małgorzata Wiśniewska-Niemirska, Tadeusz Kalinowski, Witold Pyrkosz, Wojciech Siemion, Zygmunt Zintel ad. Zatímco jednotka vyčkává na odvelení na frontu, velitel jednotky, plukovník Tadeusz potvrdí přijetí Jankova psa Šarika k jednotce. Konečně přijde rozkaz a tanky vyrazí na frontu. Grigorij cestou získá přezdívku Křeš. Při německém náletu se jejich tanku přetrhne pás a přivodí zaostání za jednotkou. Dalšímu zdržení při překračování mostu se jim podaří díky Jankovu nápadu zažehnat. Přijíždí do Polska, do míst, kde bojoval Jankův otec. Poručík Jaroś zde najde svoji vzdálenou příbuznou, ale říká se, že všichni bojující zde zahynuli. Janek přemluví posádku, aby se s ním vydala na místní hřbitov, kde náhodou najdou a zajmou schované Němce.                                                      |                        |                             |                |                                     |              |                 |
| 3 | Gdzie my – tam granica | Kde jsme my, tam je hranice | Konrad Nałęcki | Janusz Przymanowski, Stanisław Wohl | 53           |                 |
| V dalších rolích: Małgorzata Wiśniewska-Niemirska, Janusz Kłosiński, Tadeusz Kalinowski, Krzysztof Litwin, Józef Nalberczak ad. Poslední příhoda před příjezdem na frontu se naskytne při zastávce u vody. Janek a Gustík se jdou vykoupat, ale uniformy jim rozmetá dělostřelecký granát. Když se nazí vrací zpět k tanku, narazí na dvojici německých špehů navádějících nepřátelskou dělostřelbu a přemůžou ji. Vojska se pak mohou už bezpečně přeplavit přes vodu. Tank č. 102 poprvé zasáhne do přímých bojů, znehybní německý Tiger, obsadí ho a využijí k ostřelování Němců. Janek, který se mezitím připojil k pěším gardistům doprovázejícím tank, najde mezi nimi ruské vojáky, své staré známé, s kterými jel vlakem ze Sibiře. Zastřelí svého prvního Němce, ale taky ztratí jednoho ze svých ruských přátel.                                          |                        |                             |                |                                     |              |                 |
| 4 | Psi pazur              | Psí pazour                  | Konrad Nałęcki | Janusz Przymanowski, Stanisław Wohl | 53           |                 |
| Posádka tanku č. 102 dostane za úkol pomoci Baranově pěšímu praporu z obklíčení u vesnice Studzianki. Cestu lesem ukazuje místní osadník, starý Čerešňak. Tank prorazí německými vojsky k praporu, ale kvůli porouchanému čerpadlu je znehybněn. Střelbou alespoň pomáhá držet pozice a Janek s Gustíkem a s Čerešňakovou pomocí udolají skupinu útočníků, která se proplížila do týla. Janek mezitím pošle písemnou zprávu plukovníkovi, kterou nese Šarik ve svém obojku. Přijdou posily a s opraveným tankem dostanou Baranovův prapor z německého obklíčení. Do děje také poprvé vstupuje ruská ošetřovatelka Marusja „Ogoniok“, která se zajímá o Janka. |                        |                             |                |                                     |              |                 |
| 5 | Rudy, miód i krzyże    | Rudý, med a kříže           | Konrad Nałęcki | Janusz Przymanowski, Stanisław Wohl | 49           |                 |
| Janek s Gustíkem jdou ke štábu pro novou radiovou stanici a proviant. Na zpáteční cestě je překvapí německý ostřelovač. Postřelí Marusju, která je přišla varovat. Šarik ostřelovače rozptýlí a Janek ho zastřelí svou ostřelovačskou puškou, kterou získal v minulém díle od jednoho z obležených vojáků. Řidič náklaďáku Franek Wichura ji odveze do nemocnice a posádka pojmenuje svůj tank podle zrzavé barvy jejích vlasů „Rudý“. Později při dobývání obce najdou včelí úly. Aby měli med do čeho nabrat, Gřeš s Jankem najdou nepojízdný německý transportér se soudky a pokusí se ho dopravit do vlastního tábora. Odolají při tom skupině Němců, kteří je napadnou. Po dobytí jsou všichni členové posádky vyznamenáni Válečným křížem a Šarik je jmenován „psem takové brigády“. Marusja se mezitím uzdravuje v polní nemocnici a posílá Jankovi pozdrav. |                        |                             |                |                                     |              |                 |
| 6 | Most                   | Most                        | Konrad Nałęcki | Janusz Przymanowski, Stanisław Wohl | 51           |                 |
| 1. obrněná brigáda hrdinů od Westerplatte se účastní dobývání Varšavy. Radistka Lidka se přidá k posádce tanku, aby mohla navštívit dům svých rodičů. V ulicích je ale nebezpečno jak pro ni, tak pro Janka i Gustíka. S pomocí místních se jim podaří vrátit do bezpečí, a ještě přitom zajmout několik Němců. Když se však později tank „Rudy“ přiblíží k mostu přes Vislu, dostane přímý zásah a celá posádka kromě velitele se rázem ocitá v nemocnici, i s Šarikem. Péče o ně se ujímá Marusja a na pokoji je s nimi seržant Černousov, s kterým se Janek znal už ze své cesty na frontu. při propuštění z nemocnice mu Černousov věnuje svou pistoli Mauser C96/30. |                        |                             |                |                                     |              |                 |
| 7 | Rozstajne drogi        | Rozcestí                    | Konrad Nałęcki | Janusz Przymanowski, Stanisław Wohl | 42           |                 |
| Po uzdravení se Janek, Gustík a Gřeš rozloučí s Marusjou, která odjíždí k pěší jednotce s Černousovem v čele. Oni se vrací ke své jednotce, a to v maringotce spolu s armádním cirkusem. Cestou při opravování prasklého kola narazí na skupinu Němců, ale hlukem předstírají velkou jednotku a přinutí je složit zbraně. Později zahlédnou stát v poli u cesty nepojízdný tank „Rudy“. Zjistí, že střela zničila motor a také že jejich velitel Olgierd Jaroś zahynul. Janek si na štábu vymůže výměnu motoru, aby oživili alespoň svůj tank. Na zpáteční cestě ho však přepadnou a zajmou Němci. Díky Šarikově pomoci jim uprchne, ale k tanku dorazí bez psa. Na scéně se objevuje i partyzánský poručík „West“. |                        |                             |                |                                     |              |                 |
| 8 | Brzeg morza            | Mořský břeh                 | Konrad Nałęcki | Janusz Przymanowski, Stanisław Wohl | 46           |                 |
| Přeživší zbloudilý Šarik se se štěstím dostane k Černousově jednotce s Marusjou, která se ho ujme. Podaří se jim obsadit německý bunkr u moře, ocitnou se ale na mušce vlastních dělostřelců. Šarika vyšlou se zprávou k Jankovi, aby předal zprávu s udáním jejich pozice. Po Olgirdově smrti se Janek stává velitelem tanku a na místo radisty usedne partyzán „West“, který je naviguje, aby dohnali zbytek jednotky a zasáhli do závěrečných bojů o mořské pobřeží. Šarik je najde a oni na poslední chvíli předají na velitelství zprávu, aby ochránili Černousův oddíl před dělostřelbou. Spolu se zálohou pěšáků vyrazí k závěrečnému útoku a přijedou s tankem na břeh moře, jak si to přál velitel Jaroś. Zde Janek zjistí, že „West“ je jeho otec. |                        |                             |                |                                     |              |                 |

### Druhá řada (1968–1969)
| Díl č. | Původní název            | Český název       | Režie          | Scénář                                                  | Délka (min.) | Polská premiéra |
| --- | ------------------------ | ----------------- | -------------- | ------------------------------------------------------- | ------------ | --------------- |
| 9 | Zamiana                  | Výměna            | Konrad Nałęcki | Janusz Przymanowski, Maria Przymanowska, Stanisław Wohl | 60           | 8. února 1970   |
| Jankův otec „West“ zůstává v dobytém Gdaňsku, aby se věnoval civilní správě města. Janek nechce opustit armádu a jít do školy. Raději bude i s Gustíkem, Gřešem a tankem „Rudý“ pokračovat dál na Berlín. Chybí jim ale čtvrtý člen posádky. Tím se nakonec má stát Tomek Čerešňak, syn starého Čerešňaka, s jehož pomocí ve 4. dílu zachránili Baranův prapor z obklíčení. Tomkovu nelehkovu cestu s otcem z domova do Gdaňsku a k armádě popisuje první díl druhé řady. |                          |                   |                |                                                         |              |                 |
| 10 | Kwadrans po nieparzystej | Ve čtvrt po liché | Konrad Nałęcki | Janusz Przymanowski, Maria Przymanowska, Stanisław Wohl | 55           | 10. února 1970  |
| Hrdinové jedou z Gdaňsku na frontu. Gustík s Gřešem a radistkou Lidkou v nákladním autě jedou napřed, Janek s Tomkem a řidičem Vichrem v tanku za nimi. Přijedou k zámečku obsazeném německými parašutisty. Ti se vydávají za místní civilisty a Gřeš s Lidkou jim zprvu padnou do rukou. Podaří se jim ale vymanit a spojit rádiem s posádkou tanku. Společně pak parašutisty přemůžou. Vyzví od nich, že má nazítří dorazit další výsadek, ale překvapivě k němu dojde už téže noci. Němci chtějí vyhodit do povětří most přes řeku a tankisté se jim v tom pokusí zabránit. Nováček Tomek, který zprvu neměl mnoho důvěry ostatních, se vyznamená, když zlikviduje německé nálože a zabrání destrukci mostu. |                          |                   |                |                                                         |              |                 |
| 11 | Wojenny siew             | Válečná setba     | Konrad Nałęcki | Janusz Przymanowski, Maria Przymanowska, Stanisław Wohl | 56           |                 |
| Po noci strávené na zámečku vyráží na další cestu. Tomek s sebou vede krávu, které se mu sželelo. Najdou německého sirotka a vezmou ho také s sebou. Dorazí do vesnice s polskými vojáky, kterým chtějí zanechat kluka s krávou. Zaútočí však Němci a tankisté jim pomůžou bránit pozice. Gřeš s Tomkem na koních nahánějí krávy, aby je uchránili před střelbou a natrefí na polskou jízdní eskadru vedenou strážmistrem Kalitou. Přivedou je na pomoc a společně Němce přemůžou. Gřeš se ukáže jako dobrý jezdec a od strážmistr dostane šavli. Řidič Vichr zase ocení Tomka tím, že mu věnuje tahací harmoniku. Vojáci pomůžou místním zasít obilí a vydají se na další cestu. |                          |                   |                |                                                         |              |                 |
| 12 | Fort Olgierd             | Pevnost Olgierd   | Konrad Nałęcki | Janusz Przymanowski, Maria Przymanowska, Stanisław Wohl | 56           |                 |
| „Rudý“ zůstává s dragouny za frontou u moře, na stráži proti výsadkům parašutistů. Odchytnou německou radiovou zprávu o chystaném výsadku a správně určí jeho datum. V noci Němci vystoupí z ponorky a jdou na statek do podzemí, následováni Jankem, Gustíkem a Tomkem. Najdou podzemní chemickou továrnu, ale po výbuchu jsou Janek s Gustíkem zavaleni. Šarik doběhne pro Tomka, který je vytáhne ze sutin a společně uniknou ven. Němci však měli na statku schované tanky, aby se s jejich pomocí probili zpět k ponorce i se svým vzácným chemickým nákladem. „Rudý“ jim brání, ale zasekne se mu kanón. Mezitím přijela Janka s dovolenkou navštívit Marusja a k dragounům se přidal jejich někdejší kapitán, který se vrátil ze zajetí. Společně s radistkou Lidkou se ujmou obsluhy polního kanónu a ostřelují německý výsadek. Kapitán je však zraněn a předá tankistům svou čapku, aby ji aspoň symbolicky dopravili do Berlína. Ponorku i s nebezpečným nákladem nakonec zničí letecké bombardování. |                          |                   |                |                                                         |              |                 |
| 13 | Zakład o śmierć          | Sázka na smrt     | Konrad Nałęcki | Janusz Przymanowski, Maria Przymanowska, Stanisław Wohl | 56           |                 |
| Po přestřelce s německými tanky je „Rudý“ opraven, ale musí se mu zkrátit hlaveň. Když se v minulém díle Janek minul s Marusjou, spěchá za ní na skok i bez propustky, ale na zpáteční cestě jej zadrží vojenská policie a má ho za špióna. Mezitím zbytek posádky bez povolení testuje hlaveň střelbou přes frontu. Když přijede plukovník Tadeáš, aby vše vyjasnil, oproti očekávanému trestu je vyznamená za úspěch, neboť zasáhli německý muniční sklad. Při následném překračování řeky celou jednotkou se „Rudý“ v mlze ztratí a padne do německého zajetí. Němci jej chtějí využít jako zkušební pohyblivý terč pro svou novou munici, ale Gřešovi se podaří s tankem i posádkou uniknout. Tank při tom ale ztratí celou věž a zbyde jen podvozek. |                          |                   |                |                                                         |              |                 |
| 14 | Czerwona seria           | Červené dávky     | Konrad Nałęcki | Janusz Przymanowski, Maria Przymanowska, Stanisław Wohl | 57           |                 |
| Posádka tanku je i po útěku stále na německém území. Lstí přemůže a zajme šestičlennou stráž opevněného stavidla vodní nádrže, včetně obergefreitera Kugela. Ten už byl zavřený svými spolubojovníky kvůli tomu, že nesouhlasil s plánem v případě potřeby pustit stavidlo a zatopit město. Tomek se proplíží přes frontu zpátky k Polákům, ale jen díky Marusje s Šarikem ho vlastní armáda nezastřelí jako špióna. Janek s Gustíkem a Gřešem se zatím v opevněném domě u stavidla brání prvnímu německému útoku a čekají na signál – tři dlouhé zápalné dávky z kulometu – aby pustili stavidlo a usnadnili obsazení města. |                          |                   |                |                                                         |              |                 |
| 15 | Wysoka fala              | Vysoká vlna       | Konrad Nałęcki | Janusz Przymanowski, Maria Przymanowska, Stanisław Wohl | 51           |                 |
| Trojice u hráze se úspěšně brání útokům Němců. Kanóny odstaví Janek ostrostřelbou a zapálením stohu i za cenu definitivního zničení torza tanku. Tanky zničí odpálením zaminovaného opevnění a stáhnou se do bunkru. Když přijde očekávaný signál, chtějí odpálit stavidlo, ale obergefreiter Kugel zavřený ve sklepě překousal elektrické rozvody, aby ochránil město před zatopením. Gustík tedy odpálí stavidlo ručně a společně uniknou na lodi spolu s valící se vodou. Poláci obsadí město. |                          |                   |                |                                                         |              |                 |
| 16 | Daleki patrol            | Daleká hlídka     | Konrad Nałęcki | Janusz Przymanowski, Maria Przymanowska, Stanisław Wohl | 57           |                 |
| V obsazeném městě posádka čeká na nový tank, který pro ně koupili ze sbírky místní obyvatelé. Janka s Marusjou na procházce ve zničeném kostele přepadnou Němci a Marusju vezmou jako rukojmí, aby jim Janek sehnal civilní oblečení. Zbytek posádky je přemůže a najde uprchlíka z koncentračního tábora v Kreuzburgu. Spolu s novým tankem pak dostanou úkol rychlým výpadem obsadit most přes kanál u Kreuzburgu. Na splnění úkolu se spojí s motocyklovou četou kapitána Laževského a dalšími tanky pod velením poručíka Kozuba. Při té příležitosti obsadí i koncentrační tábor a osvobodí vězně. |                          |                   |                |                                                         |              |                 |

### Třetí řada (1970)
| Díl č. | Původní název | Český název | Režie             | Scénář                                  | Délka (min.) | Polská premiéra |
| --- | ------------- | ----------- | ----------------- | --------------------------------------- | ------------ | --------------- |
| 17 | Klin          | Klín        | Konrad Nałęcki    | Janusz Przymanowski, Maria Przymanowska | 55           | 8. dubna 1970   |
| Tankisté odpočívají u kreuzburského koncentračního tábora, zatímco jsou odváženi osvobození zajatci, když se dozvídají, že německá armáda prorazila frontu a míří k táboru. Zprávu přivezl Magnetův mladší bratr Zadra. Gustík si však odskočil za hospodyní Honorátou a oba jsou příjezdem Němců zaskočeni. Gustík se převleče do německé důstojnické uniformy a ujedou v limuzíně. Honorátu zachrání a odveze do tábora Magneto na motocyklu, zatímco Gustík zdržuje Němce u mostu. Motocyklová četa s „Rudým“ mu přijedou na pomoc a zadržují nepřátelská vojska na nezbytně nutnou dobu. Poručík Kozub je však při útoku na tábor raněn. |               |             |                   |                                         |              |                 |
| 18 | Pierścienie   | Prstýnky    | Konrad Nałęcki    | Janusz Przymanowski, Maria Przymanowska | 60           |                 |
| Posádka tanku i s Vichrem a Malgorátou jedou do Berlína. Mezitím Marusja v polní nemocnici pomáhá dvěma uzdravujícím se vojákům – Konstantinovi a Józkovi Szawełłovým – uprchnout zpátky na frontu, aby se mohli zapojit do bojů o Berlín. K dvojici se přidá jejich lékař Zubryk s Lidkou a odveze je autem Magnetův bratr Zadra. „Rudý“ s četou motocyklistů dorazí do města a na poslední chvíli podpoří seržanta propagandy Staška a obsluhu houfnice bez vlečného vozu, odříznuté Němci od své brigády. Při bojích však zahyne Magneto a jeho bratr Zadra, který právě dorazil, je pověřen jeho nástupcem. Připojí se k nim i Lidka s uprchlíky z nemocnice a všichni společně prorazí německou linií k brigádnímu štábu. |               |             |                   |                                         |              |                 |
| 19 | Tiergarten    | Tiergarten  | Konrad Nałęcki    | Janusz Przymanowski, Maria Przymanowska | 56           |                 |
| „Rudý“ překročí řeku Sprévu a posádka s pěším výsadkem dostane za úkol obsadit dům u stanice metra Tiergarten. Básník Staško je při útoku smrtelně raněn a věnuje Jankovi svého knižního průvodce Berlínem. Dům se jim však nepodaří udržet a musí se stáhnout. Janek přijde s plánem na dobytí stanice metra tím, že s tankem projedou tunelem metra, který je zatopený vodou. Do tanku naloží výbušniny a místo Vichra s sebou přiberou kapitána ruských ženistů Ivana Pavlova. Ten jako by z oka vypadl jejich padlému veliteli Olgierdu Jarošovi. 1. května 1945 utěsní všechny spáry a vjedou do tunelu. |               |             |                   |                                         |              |                 |
| 20 | Brama         | Brána       | Andrzej Czekalski | Janusz Przymanowski, Maria Przymanowska | 53           |                 |
| Tank bez potíží projede zatopeným tunelem metra a ženista Pavlov chce položit trhavinu do blízkosti stanice. Kanál s elektrickým vedením, kterým se tam chce proplížit, je však příliš úzký. Janek proto vyšle Šarika, aby tam trhavinu nanosil. Pes se taháním vyčerpá a při poslední cestě s rozbuškou ji nedopatřením přinese zpět. Mezitím však Tomek vypátrá v bočním tunelu drezínu a vnikne do skladu, odkud přiveze jako kořist bedny alkoholu a uzenin. Drezínu pak naplní zbývající trhavinou, pošlou ji do stanice a na dálku odpálí výstřelem z kanónu. Na poslední chvíli se jim tak podaří splnit úkol, dělostřelectvo a pěchota pod Szawełłovým velením pak dokoná útok a obsadí stanici. Cesta k budově parlamentu a Braniborské bráně je volná, Němci kapitulovali a posádka tanku slaví vítězství. Za Jankem dorazí Marusja a on je povýšen z rotného na podporučíka. S ním je povýšen i Zadra a in memoriam jeho bratr Magneto. |               |             |                   |                                         |              |                 |
| 21 | Dom           | Domů        | Konrad Nałęcki    | Janusz Przymanowski, Maria Przymanowska | 66           | 6. května 1970  |
| Posádka tanku odpočívá po bitvě a setká se s trojicí amerických vojáků. Gustík pak jede s Vichrem ke Kugelovi vyzvednout Honorátu. Generál Tadeáš dovolí tankistům navštívit cestou domů ženistu Pavlova, který se stal vojenským velitelem nedalekého města. To je však podminované a evakuuje se. Nabídnou se, že s Pavlovem vypátrají rozněcovač. Šarik po čichu vypátrá sabotérovu stopu vedoucí do sklepení. Pod hromadou uhlí najdou rozbušku a Pavlov ji zneškodní. Nakonec však padne střelou nedospělého kluka z Hitlerjugend. Děj končí epilogem při společné svatbě Janka s Marusjou a Gustíka s Honorátou, kde si i Gřeš plánuje vlastní sňatek s Lidkou. |               |             |                   |                                         |              |                 |